# Modum
Modum és un municipi situat al comtat de Buskerud, Noruega. Té 13.794 habitants (2016) i té una superfície de 515 km². El centre administratiu del municipi és el poble de Vikersund.
El municipi limita al nord amb Krødsherad i Ringerike, a l'est amb Hole i Lier, al sud amb Øvre Eiker, i a l'oest amb Sigdal.
El municipi compta amb tres pobles principals: Åmot, Geithus, i el centre administratiu del municipi Vikersund. Åmot és el punt de partida per a la Kunstnerdal. Aquí és on es troba la Blaafarveværket. Això inclou un museu de cobalt, institucions d'art i iarda de graner per a nens.

## Ciutats agermanades
Modum manté una relació d'agermanament amb les següents localitats:
- Laukaa, Finlàndia Oriental, Finlàndia
- Stevns, Regió de Selàndia, Dinamarca
- Östra Göinge, Comtat de Skåne, Suècia